# Халет-Варда
Халет-Варда (араб. خلة وردة‎) — деревня на северо-западе Иордании, расположенная на территории мухафазы Аджлун. Входит в состав района Аджлун.

## Географическое положение
Деревня находится в юго-восточной части мухафазы, в гористой местности, к востоку от реки Иордан, на расстоянии приблизительно 27 километров (по прямой) к северо-западу от столицы страны Аммана.

## Население
По данным официальной переписи 2015 года численность население составляла 609 человек (345 мужчин и 264 женщины). В деревне насчитывалось 127 домохозяйств.